# منعمة (بعدان)

تعديل مصدري - تعديل

منعمة هي إحدى قرى عزلة دلال بمديرية بعدان التابعة لمحافظة إب، بلغ تعداد سكانها 801 نسمة حسب تعداد اليمن لعام 2004.